# Казанска шапка
Казанската шапка (корона) е част от руските царски регалии и е изработена в Русия през 16 век от цар Иван IV-Грозни по повод завладяването (1552) на Казанското ханство.
Подарена е на цар Иван IV от казанския хан Едигер (след покръстване: „цар Симеон“). Изработена е от масивно злато, скъпоценни камъни, самурена кожа, фина гравюра, отливани орнаменти и ювелирна резба.